# بد كولينز
بد كولينز (بالإنجليزية: Bud Collins) (و. 1929 – 2016 م) هو صحفي رياضي، ولاعب كرة مضرب، ومدرب كرة المضرب، وكاتب، وكاتب غير روائي، من الولايات المتحدة الأمريكية، ولد في ليما، أوهايو، توفي عن عمر يناهز 87 عاماً.

## التعليم
تعلم في جامعة بوسطن (منذ 1954)، وجامعة بالدوين والاس.

## مناصب وهيئات
أدار جامعة براندايس.

## الخدمة العسكرية
خدم في القوات البرية للولايات المتحدة.

## جوائز
حصل على جوائز منها:
- قاعة مشاهير كرة المضرب الدولية.

## وصلات خارجية
- بد كولينز على موقع قاعة مشاهير كرة المضرب الدولية (الإنجليزية)

- بد كولينز على موقع IMDb (الإنجليزية)